# Ферульник степовий
Ферульник степовий, ферульник шишкоягодоносний як Ferulago galbanifera та ферульник кримський як Ferulago taurica (Ferulago campestris) — вид рослин з родини окружкових (Apiaceae), поширений у Марокко, південній Європі, Туреччині, Азербайджані.

## Опис

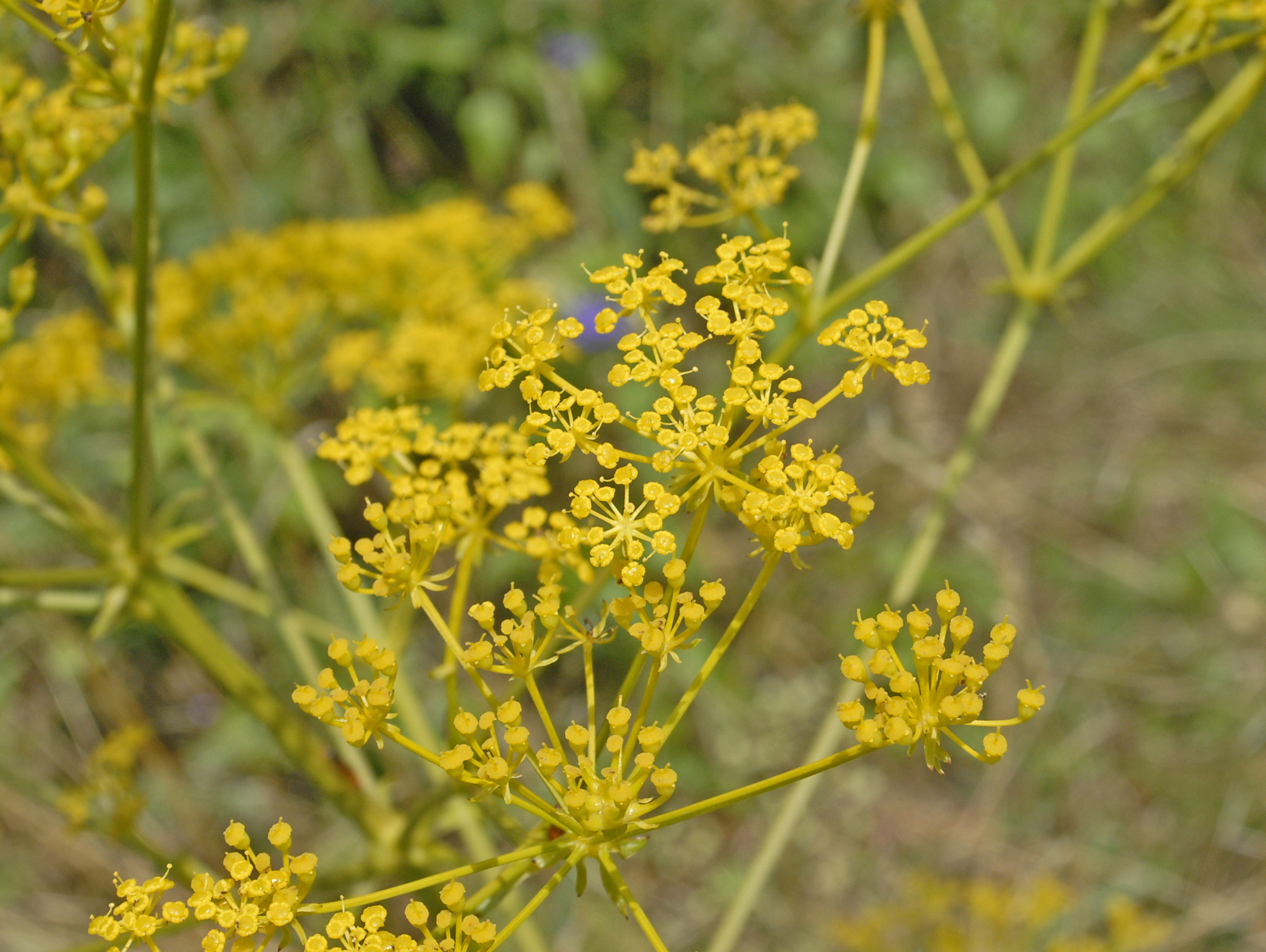

Ця багаторічна трав'яниста рослина може досягти висоти ≈ 50–120 см і має розгалужене стебло і багаторазово перисті листки. Листки яйцевидно-трикутні, черешкові, 30–60 см завдовжки. Суцвіття великі, плоскі, жовті, діаметром 6–18 см. П'ять пелюсток жовті, майже округлі, вигнуті всередину зверху. Плоди довгасті зворотнояйцеподібні, довжиною 12–20 мм.

## Поширення
Поширений у Марокко, південній Європі, Туреччині, Азербайджані.
В Україні вид зростає в розріджених лісах, чагарниках і степах, в сухих степах, на схилах, скелях — у Лісостепу (пд. ч.) і Степу, по всьому Криму.